# Афанасьев, Павел Пантелеймонович
Павел Пантелеймонович Афанасьев (1865—1949) — русский военный  деятель, генерал-майор (1917). Герой Первой мировой войны.

## Биография
В 1883 году после окончания Михайловского Воронежского кадетского корпуса вступил в службу. В 1884 году после окончания Александровского военного училища произведён подпоручики и выпущен в Устюжский 104-й пехотный полк. В 1888 году произведён в поручики, в 1898 году в штабс-капитаны, в 1900 году в капитаны.
С 1904 года участник русско-японской войны, ротный и батальонный командир. За боевые отличия был награждён орденом Святого Станислава 3-й степени с мечами и бантом. В 1905 году произведён в подполковники. В 1910 году полковник Переволоченского 176-го пехотного полка.
С 1914 года участник Первой мировой войны, командир 316-го Хвалынского пехотного полка, был ранен. С 1915 года в резерве чинов при штабе Двинского военного округа, командир 313-го Балашовского пехотного полка.

Высочайшим приказом от 12 июня 1915 года за храбрость награждён Георгиевским оружием: 
За то, что в бою 30-го октября 1914 года у д. Рузиново, командуя отрядом в составе 316-го пехотного Хвалынского полка и 2-х батальонов 313-го Балашовского полка при 1 1/2 батареях 79-й артиллерийской бригады, находясь под сильным губительным огнём тяжёлой и лёгкой артиллерии противника, своим личным примером ободрил пришедшие было в замешательство от губительного огня части и тем способствовал отбитию атак превосходных сил противника, с 2-х часов ночи до 4-х часов дня, т.е. до того времени, когда получилось приказание об отходе, при этом, будучи ранен, продолжал оставаться в строю и руководил отходом, вверенного ему отряда, и лишь после того, как вывел, не потеряв ни одного орудия, отряд из боя, вследствие сильной потери крови передал командование старшему, и на передке был отправлен на перевязочный пункт
С августа 1916 года по февраль 1917 года командовал 4-м Кавказским стрелковым полком. 19 февраля 1917 года произведен в генерал-майоры. Затем командовал бригадой 184-й пехотной дивизии.
После Октябрьской революции 1917 года участник Белого движения с составе ВСЮР.

## Награды
- Орден Святого Станислава 3-й степени с мечами и бантом (1905)
- Орден Святой Анны 3-й ст. с мечами и бантом (ВП 05.10.1906)
- Орден Святого Станислава 2-й степени (1908)
- Орден Святого Владимира 4-й степени (1912)
- Орден Святой Анны 2-й степени с мечами (ВП 06.08.1915)
- Орден Святого Владимира 3-й степени с мечами (ВП 07.09.1915)
- Георгиевское оружие (ВП 12.06.1915)